# Distrito Administrativo del Norte
El Distrito Administrativo del Norte (del ruso: Се́верный администрати́вный о́круг, Séverny administrativny ókrug) es uno de los doce distritos (okrugs) administrativos de Moscú, Rusia. Fue fundado en 1991 y tiene una superficie de 113,726 kilómetros cuadrados.
Los límites del Distrito Administrativo se extienden desde la estación de tren de Bielorrusia a la carretera de circunvalación de Moscú, y abarcan el territorio entre el distrito de Molzhanínovsky y el aeropuerto de Sheremétievo. A su vez, dentro del distrito administrativo hay dieciséis distritos:
- Aeroport
- Begovoy
- Beskúdnikovsky
- Dmítrovsky
- Golovinsky
- Jóvrino
- Joroshovsky
- Kóptevo
- Levoberezhny
- Molzhanínovsky
- Savyólovsky
- Sókol
- Timiryázevsky
- Vostóchnoye Degúnino
- Vóykovsky
- Západnoye Degúnino